# Marko Orešković
Marko Orešković (Gospić, 1895 - Veliko Očijevo, 1941) fue un destacado comandante partisano yugoslavo durante la Segunda Guerra Mundial. Era originario de la región croata de Lika, e inició su actividad militar en la Primera Guerra Mundial, participando también en la guerra civil española, donde acudió como miembro de las Brigadas Internacionales. También fue conocido por su apodo Krntija.
A pesar de la protección que ejerció sobre la minoría serbia de su región durante la liberación de Yugoslavia, fue asesinado por un escuadrón chetnik en una emboscada cerca de Kulen Vakuf (Bosnia) cuando regresaba de una reunión del alto mando partisano en Drvar. Está considerado un icono por su defensa de la libertad por encima de las diferencias étnicas, y fue condecorado a título póstumo con la Orden de Héroe del Pueblo.

## Biografía

### Formación
Nació en Široka Kula, en el municipio de Gospić, entonces parte de Austria-Hungría, el 3 de abril de 1895, en el seno de una familia muy humilde de nueve hermanos. A los 15 años dejó su hogar y, junto con un grupo de vecinos, emigró a Alemania, donde se ganó la vida en la minería del carbón en Westfalia.
Durante la Primera Guerra Mundial fue reclutado por la Armada austrohúngara, y enrolado en el acorazado SMS Szent István, que fue hundido por los aliados el 11 de junio de 1918. Como partidario de la unión en un estado de los eslavos del sur y opositor del dominio austrohúngaro, tuvo frecuentes conflictos con sus oficiales. Después de la guerra, se integró en la armada del recién creado Reino de los Serbios, Croatas y Eslovenos, pero de nuevo sus diferencias con los oficiales ocasionaron que fuera sancionado, y desmovilizado como sargento de reserva.

### Inicios políticos y traslado a España
En 1927 se convirtió en miembro del ilegalizado Partido Comunista de Yugoslavia, y un año más tarde se trasladó a Belgrado. En 1929, debido a sus actividades políticas, fue detenido y torturado por la policía del rey Alejandro I y más tarde sentenciado a cinco años de prisión, que cumplió en Sremska Mitrovica. En 1934 se casó con Jelica Babšek.
Residió después en Zagreb, donde continuó su actividad política, hasta que en 1937 se trasladó, a través de Suiza y Francia, a España para luchar en la guerra civil española en el bando republicano. Se desempeñó como artillero en la 129.ª Brigada Internacional y después como comisario político del batallón Đuro Đaković de las Brigadas Internacionales, compuesto mayoritariamente por brigadistas yugoslavos. Allí coincidió con otros destacados voluntarios como Peko Dapčević, Kosta Nađ, Blagoje Nešković y Blagoje Parović. Tras el fin de la guerra en 1939 regresó a Yugoslavia, e ingresó en el Comité Central del Partido Comunista de Croacia. Un año más tarde participó en la 5.ª Conferencia Nacional del Partido Comunista de Yugoslavia. Poco después fue de nuevo arrestado por las autoridades e internado en la prisión de Lepoglava, de donde logró escapar.

### Segunda Guerra Mundial
Después de la invasión de Yugoslavia por las potencias del Eje y el establecimiento del Estado Independiente de Croacia (NDH), el partido envió a Orešković para organizar un levantamiento armado en su nativa región de Lika. El alzamiento tuvo éxito debido a la participación de la importante población serbia local, que sufrió una terrible persecución por el nuevo régimen Ustacha, y Orešković con su experiencia militar se convirtió en uno de los comandantes más populares de los partisanos.
Sin embargo, pronto surgió una división entre los insurgentes de la zona: los partisanos optaron por entrar en combate contra todas las fuerzas del Eje, mientras que los chetniks (monárquicos serbios) se alinearon con los ocupantes italianos, que ofrecían cierta protección frente a las atrocidades Ustacha. Esta facción se enfrentó a Orešković, de etnia croata, que pretendía que la resistencia superara las diferencias étnicas.
A principios de octubre de 1941, Marko Orešković fue nombrado primer comisario político de los Destacamentos Partisanos de Lika, y más tarde se convirtió en miembro del alto mando partisano de Croacia. El Estado Mayor General del Ejército de Liberación Nacional y Destacamentos Partisanos de Croacia fue fundado en la montaña Petrova gora, en Kordun. Su comandante, comisario político y jefe de operaciones -Iván Rukavina, Marko Orešković y Franjo Ogulinac Seljo, respectivamente- eran veteranos del Ejército Republicano Español.
El 20 de octubre, cuando regresaba de Drvar de una conferencia con otros comandantes insurgentes, fue emboscado cerca de la aldea de Veliko Očijevo, al oeste de Bosnia, y asesinado por miembros de un escuadrón local de chetniks, liderado por Srđan Rodić. Posteriormente su cuerpo fue arrojado a un pozo. Un mes después, sus tres asesinos fueron capturados al encontrarse en su posesión algunos objetos personales de Orešković como sus botas y otros elementos de su vestimenta. Srđan Rodić, Dušan Jovičić y Jovica Šipka fueron fusilados por los partisanos como autores del asesinato de Orešković.

## Legado

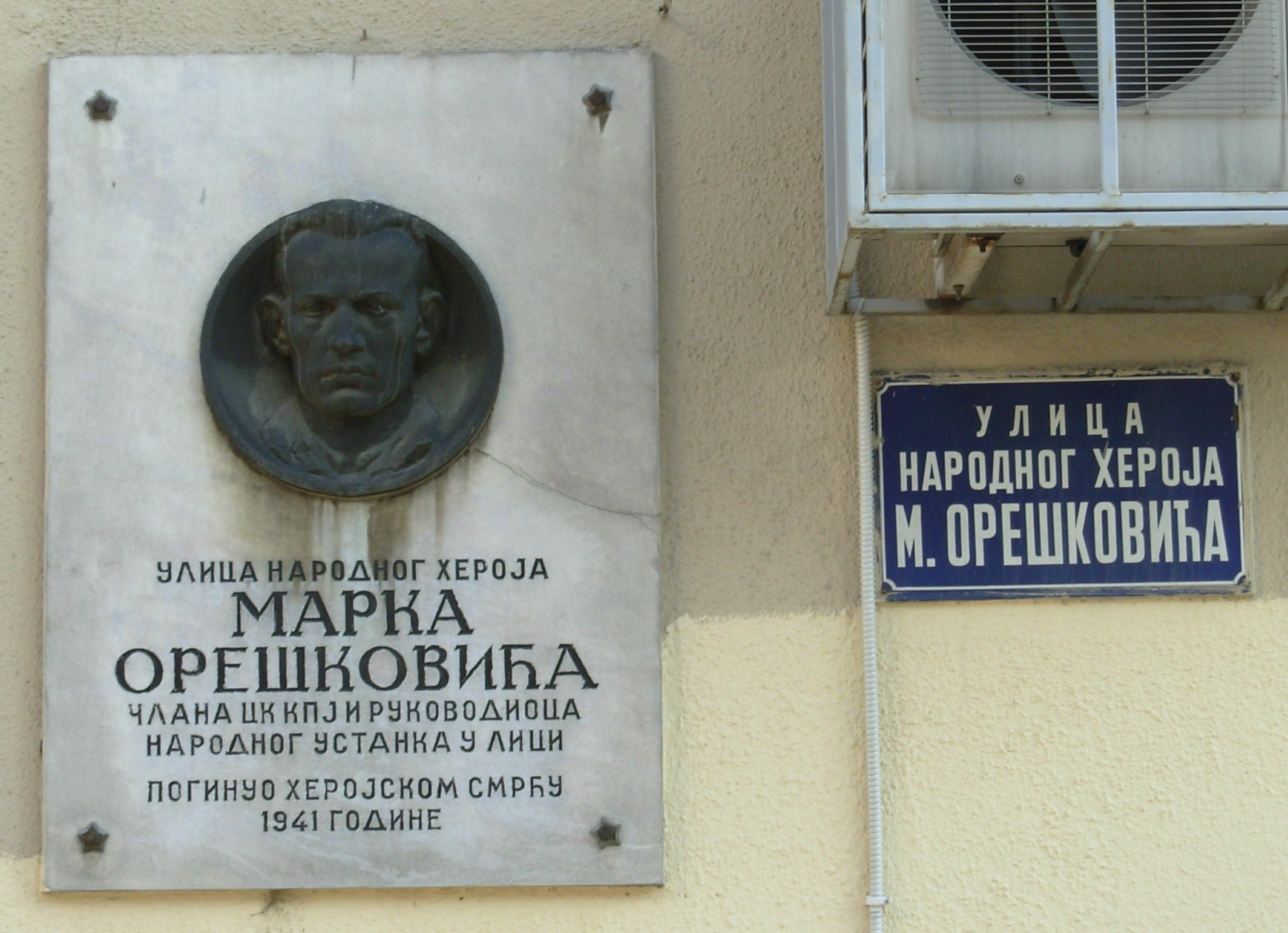
Calle del Héroe Nacional Marko Orešković en Belgrado. Al lado del cartel se encuentra una placa de homenaje.

Un mes después de su muerte, el primer batallón partisano formado en Croacia fue nombrado en su honor batallón "Marko Orešković". Por decreto del Presidium del Consejo Antifascista de Liberación Nacional de Yugoslavia (AVNOJ) de 26 de julio de 1945 fue nombrado, a título póstumo Héroe del Pueblo de Yugoslavia.
Tras la liberación de Yugoslavia, Marko Orešković se convirtió en un icono de la guerra de liberación. Su nombre fue otorgado a una serie de calles y plazas, escuelas, cuarteles y otras instituciones estatales. Además, la aldea de Tomislavci, cerca de Bačka Topola (Voivodina), cambió en 1946 su nombre por el de Oreškovićevo, manteniéndolo hasta 2003.
Su defensa de los serbios de Croacia de la persecución Ustacha convirtió al comandante Orešković en una leyenda para el pueblo serbio. Una conocida canción tradicional serbia reza: "Drug je Marko hrvatskoga roda, al' je majka srpskoga naroda" ("mi amigo Marko es croata de nacimiento, y como una madre para el pueblo serbio").